# Astragalus atricapillus
Astragalus atricapillus är en ärtväxtart som beskrevs av Joseph Friedrich Nicolaus Bornmüller. Astragalus atricapillus ingår i släktet vedlar, och familjen ärtväxter. Inga underarter finns listade i Catalogue of Life.